# پسری که غذای پرنده می‌خورد
پسری که غذای پرنده می‌خورد (یونانی: Το Αγόρι Τρώει το Φαγητό του Πουλιού) یک فیلم در ژانر درام است که در سال ۲۰۱۲ منتشر شد.